# アーチャー郡 (テキサス州)
アーチャー郡（アーチャーぐん、英: Archer County）は、アメリカ合衆国テキサス州の北部に位置する郡である。2010年国勢調査での人口は9,054人であり、2000年の8,854人から2.3％増加した。郡庁所在地はアーチャーシティ市（人口1,834人）であり、同郡で人口最大の都市でもある。アーチャー郡は1858年にファニン郡か分離して設立され、郡名は、テキサス共和国のコミッショナーを務めたブランチ・タナー・アーチャーに因んで名付けられた。アーチャー郡はウィチタ郡およびクレイ郡と共に、ウィチタフォールズ大都市圏を構成している。

## 地理
アメリカ合衆国国勢調査局に拠れば、郡域全面積は926平方マイル (2,398.3 km2)であり、このうち陸地910平方マイル (2,356.9 km2)、水域は16平方マイル (41.4 km2)で水域率は1.74％である。

### 主要高規格道路
- アメリカ国道82号線/アメリカ国道277号線
- アメリカ国道281号線
- テキサス州道25号線
- テキサス州道79号線
- テキサス州道114号線

### 隣接する郡
- ウィチタ郡 - 北
- クレイ郡 - 東
- ジャック郡 - 南東
- ヤング郡 - 南
- ベイラー郡 - 西

## 人口動態
以下は2000年の国勢調査による人口統計データである。
| 基礎データ - 人口: 8,854人 - 世帯数: 3,3456 世帯 - 家族数: 2,515 家族 - 人口密度: 4人/km2（10人/mi2） - 住居数: 3,871軒 - 住居密度: 2軒/km2（4軒/mi2） 人種別人口構成 - 白人: 95.54% - アフリカン・アメリカン: 0.08% - ネイティブ・アメリカン: 0.62% - アジア人: 0.12% - 太平洋諸島系: 0.03% - その他の人種: 2.28% - 混血: 1.32% - ヒスパニック・ラテン系: 4.87% 年齢別人口構成 - 18歳未満: 28.2% - 18-24歳: 7.0% - 25-44歳: 27.4% - 45-64歳: 23.5% - 65歳以上: 13.9% - 年齢の中央値: 38歳 - 性比（女性100人あたり男性の人口） - 総人口: 100.2 - 18歳以上: 96.2 | 世帯と家族（対世帯数） - 18歳未満の子供がいる: 37.2% - 結婚・同居している夫婦: 65.0% - 未婚・離婚・死別女性が世帯主: 7.2% - 非家族世帯: 24.8% - 単身世帯: 21.9% - 65歳以上の老人1人暮らし: 10.2% - 平均構成人数 - 世帯: 2.63人 - 家族: 3.08人 収入と家計 - 収入の中央値 - 世帯: 38,514米ドル - 家族: 45,984米ドル - 性別 - 男性: 31,386米ドル - 女性: 22,119米ドル - 人口1人あたり収入: 19,300米ドル - 貧困線以下 - 対人口: 9.0% - 対家族数: 6.8% - 18歳未満: 9.9% - 65歳以上: 10.8% |

## 都市と町

### 都市
- アーチャーシティ - 郡庁所在地
- ホリデイ
- スコットランド

### 町
- レイクサイドシティ
- ミーガーグル
- ウィンドソースト

### その他の町
- アナリーン
- ハフ

## 教育
アーチャー郡の教育は下記の教育学区が管轄している。
- アーチャーシティ独立教育学区
- ホリデイ独立教育学区
- アイオワパーク統合独立教育学区（部分）
- ジャックスボロ独立教育学区（部分）
- オルニー独立教育学区（部分）
- ウィンドソースト独立教育学区

ミーガーグル独立教育学区が一部を管轄していたが、2006年秋に閉鎖された。

## 牧畜業
面積320,000 エーカー (1,300 km2) のラエスカレラ牧場のシーモア地区はベイラー郡シーモア市の北とアーチャー郡内にある。シーモア地区は 34,000 エーカー (120 km2) あり、以前にクロード・コーワン・シニアのトラストが所有していたときはクロスバー牧場と呼ばれていた。この牧場は2005年1月にジェラルド・ライダ家とラエスカレラ有限共同会社が購入し、シーモアの共同経営者ジョー・ライダ・グランバーグとその夫K・G・グランバーグが管理している。エスカレラ牧場はペコス郡の大半と、リーブス郡、ブリュースター郡、アーチャー郡およびベイラー郡の一部まで広がっている。アバディーン・アンガス種の牛と野生生物が豊富なことでも知られている。